# Tupaia
Tupaia é um gênero de mamífero da família Tupaiidae.

## Espécies
- Tupaia belangeri (Wagner, 1841)
- Tupaia chrysogaster Miller, 1903
- Tupaia dorsalis Schlegel, 1857
- Tupaia glis (Diard, 1820)
- Tupaia gracilis Thomas, 1893
- Tupaia javanica Horsfield, 1822
- Tupaia longipes (Thomas, 1893)
- Tupaia minor Günther, 1876
- Tupaia moellendorffi Matschie, 1898
- Tupaia montana (Thomas, 1892)
- Tupaia nicobarica (Zelebor, 1869)
- Tupaia palawanensis Thomas, 1894
- Tupaia picta Thomas, 1892
- Tupaia splendidula Gray, 1865
- Tupaia tana Raffles, 1821